# 8 juin 1960
Le mercredi 8 juin 1960 est le 160e jour de l'année 1960.

## Naissances
- Agnès Soral, actrice franco-suisse
- Battista Lena, musicien italien
- Gary Trousdale, réalisateur américain
- Mick Hucknall, chanteur britannique
- Phil Schiller, vice-président marketing d'Apple
- Thomas Steen, joueur de hockey sur glace suédois
- Bob Tur, journaliste américaine transgenre et  pilote professionnelle

## Décès
- Mériem Bouatoura (née le 17 janvier 1938), combattante indépendantiste de la guerre d'Algérie
- Odilon Calay (né le 20 janvier 1873), concepteur d'une méthode de sténographie
- Ragnar Ekelund (né le 18 décembre 1892), peintre et poète finlandais

## Événements
- Élection générale saskatchewanaise.
- Sortie du film mexicain Zorro dans la vallée des fantômes